# FC Series
A FC Series é um evento norte-americano que integra esportes, música e entretenimento, realizado no estado da Flórida. Foi criada em 2015 sob a denominação de Florida Cup, um torneio de futebol de caráter amistoso, e, em 2022, passou por uma expansão que incorporou outros eventos, além de realizar partidas em outros estados norte-americanos.

## História
Conforme uma entrevista concedida por Ricardo Villar, na qualidade de diretor-executivo da FC Series, em 2024, ao site Quinto Quarto, a antiga Florida Cup originou-se da proposta de comercializar internacionalmente o formato das pré-temporadas dos clubes norte-americanos. Na qualidade de um dos países com os mais altos índices de turismo em Orlando, o Brasil foi selecionado como uma das nações participantes e teve diversos clubes consultados para integrar a primeira edição, competindo contra clubes de outra nação de importância no futebol. Por razões de conveniência de contato e considerações relacionadas ao calendário, a Alemanha foi selecionada como a segunda nação.
Em janeiro de 2015, a primeira edição do Torneio da Flórida contou com a participação de Bayer Leverkusen, Colônia, Corinthians e Fluminense. Os clubes alemães obtiveram a vitória em três dos quatro jogos disputados contra os brasileiros, culminando com o Colônia na posição de campeão. No ano subsequente, o número de clubes participantes aumentou de quatro para nove, incluindo representantes da Colômbia, Estados Unidos e Ucrânia. Cada participante disputou duas partidas, sendo o Atlético Mineiro o clube que obteve a maior pontuação, o que lhe garantiu o título.
No ano de 2017, o número de participantes aumentou novamente, atingindo 12 equipes. A edição foi subdividida em dois torneios distintos, cada um com a participação de seis equipes. O primeiro foi denominado Clash of Nations, mantendo o formato das edições anteriores, enquanto o segundo foi designado como play-offs, em razão do sistema eliminatório adotado. O São Paulo, que participou do segundo torneio e triunfou sobre o rival Corinthians na decisão, foi oficialmente designado como o único campeão daquele ano. Por sua vez, a edição de 2018 apresentou uma redução no número de participantes, passando de 12 para oito, e retomou o formato das edições iniciais, com cada clube disputando duas partidas e o campeão sendo determinado pelo maior número de pontos obtidos. Ao final do torneio, Atlético Nacional, Barcelona de Guayaquil e Rangers terminaram com seis pontos cada, sendo que o Atlético Nacional foi sagrado campeão devido ao saldo de gols.
Em 2022, o Torneio da Flórida foi integrado à FC Series, um evento que combina esportes, música e entretenimento. Entre 2021 e 2024, clubes europeus de renome, como Arsenal, Barcelona, Chelsea, Everton, Juventus, Manchester City, Milan e Real Madrid, participaram do evento. No entanto, a maioria deles realizou apenas partidas amistosas, que não contabilizaram pontos para a disputa pelos títulos de cada edição. O Everton, o Arsenal e o Chelsea foram campeões em 2021, 2022 e 2023, respectivamente.

## Campeões

### Títulos por clube
| Pos  | Clube                  | Título | 2.º lugar | 3.º lugar | 4.º lugar |
| ---- | ---------------------- | ------ | --------- | --------- | --------- |
| 1.º  | Atlético Nacional      | 1      | 1         | —         | —         |
| 1.º  | Chelsea                | 1      | 1         | —         | —         |
| 3.º  | São Paulo              | 1      | —         | —         | 1         |
| 4.º  | Arsenal                | 1      | —         | —         | —         |
| 4.º  | Atlético Mineiro       | 1      | —         | —         | —         |
| 4.º  | Colônia                | 1      | —         | —         | —         |
| 4.º  | Everton                | 1      | —         | —         | —         |
| 4.º  | Flamengo               | 1      | —         | —         | —         |
| 4.º  | Orlando City           | 1      | —         | —         | —         |
| 10.° | Palmeiras              | 1      | —         | —         | —         |
| 11.º | Bayer Leverkusen       | —      | 2         | —         | —         |
| 12.º | Corinthians            | —      | 1         | 2         | 1         |
| 12.º | Ajax                   | —      | 1         | —         | —         |
| 12.º | Barcelona de Guayaquil | —      | 1         | —         | —         |
| 12.º | Millonarios            | —      | 1         | —         | —         |
| 12.º | Wrexham                | —      | 1         | —         | —         |
| 16.º | Eintracht Frankfurt    | —      | —         | 1         | —         |
| 16.º | Internacional          | —      | —         | 1         | —         |
| 16.º | Rangers                | —      | —         | 1         | —         |
| 16.º | Vasco da Gama          | —      | —         | 1         | —         |
| 20.º | Fluminense             | —      | —         | —         | 1         |
| 20.º | New York City          | —      | —         | —         | 1         |
| 20.º | PSV Eindhoven          | —      | —         | —         | 1         |
| 20.º | River Plate            | —      | —         | —         | 1         |

### Títulos por país
| Pos | Clube          | Título | 2.º lugar | 3.º lugar | 4.º lugar |
| --- | -------------- | ------ | --------- | --------- | --------- |
| 1.º | Brasil         | 4      | 1         | 4         | 3         |
| 2.º | Inglaterra     | 3      | 1         | —         | —         |
| 3.º | Alemanha       | 1      | 2         | 1         | —         |
| 4.º | Colômbia       | 1      | 2         | —         | —         |
| 5.º | Países Baixos  | —      | 1         | —         | 1         |
| 6.º | Equador        | —      | 1         | —         | —         |
| 6.º | País de Gales  | —      | 1         | —         | —         |
| 8.º | Escócia        | —      | —         | 1         | —         |
| 9.º | Argentina      | —      | —         | —         | 1         |
| 9.º | Estados Unidos | 1      | —         | —         | 1         |